# Wat Arun

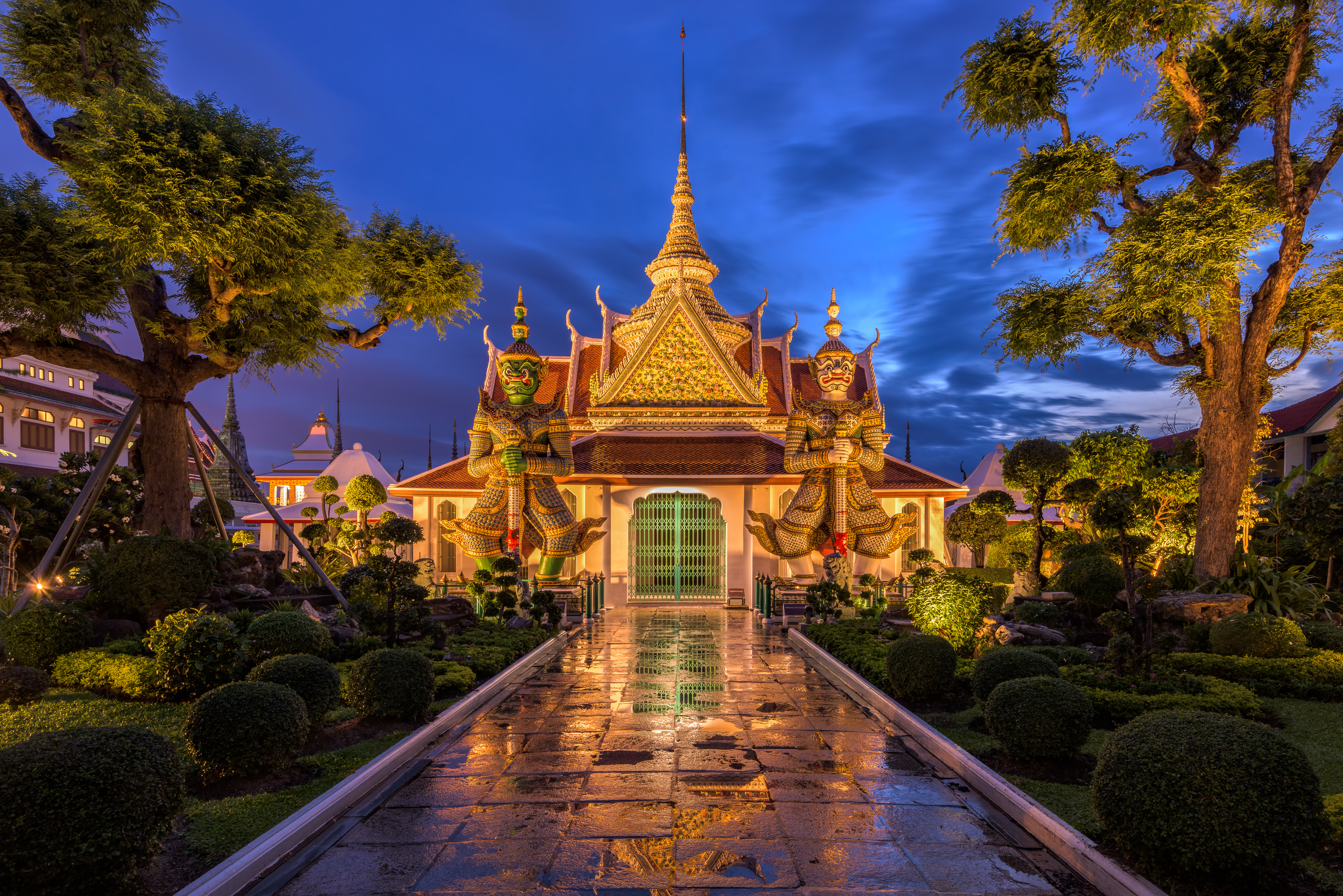
Vista noturna da entrada oriental da "Sala de Ordenação" do templo, com os dois demónios guardiões Thotsakan e Sahassa Deja

Wat Arun (em tailandês: วัดอรุณ; AFI: /wát ʔarun/; nome completo: Wat Arun Ratchawararam Ratchawaramahawihan; วัดอรุณราชวรารามราชวรมหาวิหาร; pronúnciaⓘ) é um wat (templo budista) da escola teravada da cidade de Banguecoque, capital da Tailândia. Está localizado na área de Thonburi, distrito de Bangkok Yai, na margem oeste do rio Chao Phraya. É um dos ícones mais conhecidos da Tailândia.
Wat Arun, que significa "Templo do Amanhecer" ou "Templo da Alvorada", deve o seu nome ao deus hindu Aruna, que é frequentemente representado como raios do sol nascente. Embora exista desde pelo menos o século XVII, o seu distintivo e gigantesco prang (coruchéu ou estupa) central foi construído no início do século XIX, durante o reinado do rei Rama II (r. 1809–1824).

## História
No local existiu um templo budista desde o tempo do Reino de Aiutaia, conhecido então por Wat Makok, do nome da aldeia de Bang Makok, onde se situava. Segundo o princípe historiador Damrong Rajanubhab (1862–1943), o templo aparecia em mapas franceses durante o reinado de Narai (r. 1656–1688) e foi rebatizado Wat Chaeng pelo rei Taksin (r. 1767–1782) quando este estabeleceu a sua capital de Thonburi perto do templo, após a queda de Aiutaia. Acredita-se que Taksin fez uma promessa de restaurar o templo quando passou por ela ao alvorecer. A estátua do Buda de Esmeralda esteve em Wat Arun antes de ser trasladada para Wat Phra Kaew, na margem oriental do Chao Phraya, em 1785. Durante o reinado de Taksin, o templo situava-se no recinto do palácio real (Phra Racha Wang Derm), até que o seu sucessor, Rama I, transferiu o palácio para a outra margem do rio.
O templo esteve abandonado durante um longo período, até ao reinado de Rama II, que madou restaurá-lo e aumentar a altura do pagode principal para 70 metros, uma obra que só ficou completa durante o reinado de Rama III (r. 1824–1851). Durante o reinado de Chulalongkorn (Rama V; r. 1868–1910), em 1980, antes da comemoração do bicentenário da fundação de Banguecoque, e entre 2013 e 2017, foram levadas a cabo restauros de grande monta. Nas últimas obras, o prang foi extensivamente restaurado; foram substituídos numerosos ladrilhos que estavam partidos e foi usada cal nos acabamentos de muitas das superfícies, em substituição do cimento usado em restauros anteriores. Quando as obras se aproximavam do fim, em 2017, as fotografias dos resultados provocaram algumas críticas devido à nova aparência do templo, que parecia caiado de branco quando comparado com o seu estado anterior. O Departamento de Belas Artes, a instituição governamental tailandesa responsável pelo património nacional, defendeu a obra, declarando que tinha havido o cuidado de respeitar o aspeto original do templo.

## Arquitetura
A característica mais distintiva de Wat Arun é o prang central de estilo quemer, um pagode em forma de estupa com incrustações de faiança colorida. Conforme as fontes, a altura desse pagode é 66,8 ou 86 metros. Em cada um dos cantos ergue-se um prang mais pequeno. O grande pagode é decorado por conchas e pedaços de porcelana que antes foi usada como lastro por navios que chegavam a Banguecoque vindos da China. No cimo há um tridente com sete pontas, que alguns identificam com o Trishula (Tridente de Xiva). Em redor da base do prang há várias figuras de antigos soldados e animais. Por cima do segundo terraço há quatro estátuas do deus hindu Indra montado em Erawan.
Na beira do rio há seis pavilhões (salas) de estilo chinês, feitos de granito verde, que têm cais de desembarque. Junto ao prang central ergue-se a "Sala de Ordenação", onde há uma estátua dum Buda Niramitr, que supostamente foi desenhado pelo rei Rama II. A entrada frontal da Sala de Ordenação tem um teto com um coruchéu ao centro, decorado com cerâmica colorida e estuque revestido com porcelana colorida. Na frente há estátuas de dois demónios, os guardiões do templo. As pinturas murais datam do reinado de Chulalongkorn.

## Simbologia
O prang central é uma representação simbólica do monte Meru das cosmologias hindu e budista. Na iconografia budista, tem três níveis simbólicos: Traiphum na base, indicando todas as áreas da existência; Tavatimsa no intermédio, onde todos os desejos são satisfeitos; e Devaphum no cimo, indicando os seis paraísos em sete domínios de felicidade.
Os demónios da entrada (yaksha) da entrada são personagens do Ramakien, o épico nacional tailandês derivado do Ramaiana. A figura branca chama-se Sahassa Deja e a verde é conhecida como Thotsakan, o demónio Ravana do Ramaiana.[carece de fontes?]
Os prangs satélites são dedicados ao deus do vento Phra Phai.[carece de fontes?]